# Rasas
Rasas (tiếng Ả Rập: رساس, cũng đánh vần là Rupas) là một ngôi làng ở miền nam Syria, một phần hành chính của Tỉnh al-Suwayda, nằm ở phía nam al-Suwayda. Các địa phương gần đó bao gồm 'Ira về phía tây nam, Sahwat Bilata ở phía đông, al-Ruha ở phía đông bắc và Umm Walad ở phía tây. Theo Cục Thống kê Trung ương Syria (CBS), Rasas có dân số 3.332 trong cuộc điều tra dân số năm 2004.

## Lịch sử
Năm 1596 Rasas xuất hiện trong sổ đăng ký thuế Ottoman dưới tên Irsas (diz nazd Kafr), là một phần của nahiya của Bani Nasiyya trong Qada của Hauran. Nó có một dân số hoàn toàn Hồi giáo bao gồm 20 hộ gia đình và 10 cử nhân. Họ đã trả mức thuế cố định 40% cho các sản phẩm nông nghiệp, bao gồm lúa mì, lúa mạch, vụ hè, dê và tổ ong; tổng cộng 3,880 akçe. Một phần thu nhập (8 trong số 24 phần) đã được chuyển đến Waqf.